# Aleja Wolności w Kaliszu
Aleja Wolności w Kaliszu – aleja w Kaliszu, w Śródmieściu, na Wrocławskim Przedmieściu, klasycystyczna, wytyczona w 1800 według projektu Davida Gilly'ego, wpisana do rejestru zabytków w 1981.
W powieści Noce i dnie (1931–1934) Marii Dąbrowskiej ówczesna al. Józefiny nazwana jest ulicą Karolińską.

## Historia
Aleja Wolności została wytyczona w 1800. Oprócz obecnej nazwy wcześniej posiadała ich sześć: Fryderyka Wilhelma, Marii Luizy, Józefiny, Aleksandry Piłsudskiej, Hermanna Göringa i Stalina. Najstarszymi budynkami przy alei są hotel „Europa” i Pałac Trybunalski, wzniesiony w latach 1819–1821.

## Otoczenie
Pomimo niewielkiej długości przy al. Wolności znajduje się wiele instytucji i budynków użyteczności publicznej. Są to m.in.:
- mała elektrownia wodna
- nr 2 - biuro Filharmonii Kaliskiej[5]
- nr 4 - Villa Calisia
- nr 5 - Hotel Europa
- nr 7 - Urząd Pocztowy nr 3
- nr 8 - siedziba kaliskiego oddziału Energi
- nr 13 - Pałac Trybunalski
- nr 27 - filia nr 4 Miejskiej Biblioteki Publicznej im. Adama Asnyka w Kaliszu

Na pierwszym odcinku ok. 200 m prawie wszystkie zabudowania znajdują się po prawej stronie alei a na pozostałych ok. 300 m zabudowania po lewej stronie są oddzielone pasem zieleni. Odcinek alei od ul. Śródmiejskiej do Sukienniczej jest jednokierunkowy dzięki czemu nie ma tam dużego ruchu.